# Selección de fútbol de Marruecos
La selección de fútbol de Marruecos es el equipo representativo del país de Marruecos perteneciente a la Real Federación de Fútbol de Marruecos (FRMF), participa en las competiciones oficiales de la Federación Internacional de Fútbol Asociación (FIFA) y de la Confederación Africana de Fútbol (CAF).
El primer partido que disputó la selección fue el 19 de octubre de 1957 frente a Irak en el marco de los Juegos Panarábicos de 1957 en Beirut, Líbano. El partido finalizó en empate con el marcador en 3-3.
Posee una Copa Africana de Naciones lograda en la edición 1976 y ha participado en 6 ediciones de la Copa Mundial de Fútbol (1970, 1986, 1994, 1998, 2018 y 2022), destacándose sus participaciones en la Copa Mundial de Fútbol de 1986, cuando logró ser el primer país del mundo árabe y de África en pasar a los octavos de final. Su mejor participación en mundiales fue en la Copa Mundial de Fútbol de 2022 llevada a cabo en Catar, en la que el combinado marroquí se convirtió en el primer equipo africano y del mundo árabe en avanzar a semifinales y finalizó en el cuarto puesto.
En la clasificación mundial de la FIFA, ocupa el puesto número 11°, su mejor puesto histórico desde su creación, la cual mantiene desde el año 2022. Anteriormente su mejor puesto histórico había sido en el año 1998 tras su participación en la Copa Mundial de Fútbol de 1998.

## Historia

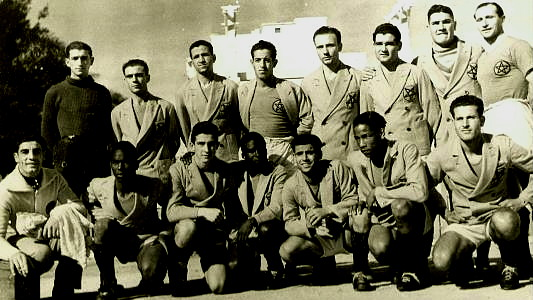
Selección de Marruecos en 1942.

### Los Primeros Pasos de Marruecos en el Fútbol Internacional (1957-1974)
El 19 de octubre de 1957, en la 2.ª edición de los Juegos Árabes en el Líbano, Marruecos debutó como país independiente contra Irak, en el Estadio de la Ciudad Deportiva Camille Chamoun, y empató 3-3. En el torneo, Marruecos obtuvo la primera victoria de su historia contra Libia, por 5-1, y luego venció a Túnez por 3-1 para alcanzar las semifinales. Después de un empate 1-1 con Siria, se realizó un sorteo para decidir quién avanzaría a la final, y Siria fue seleccionada a expensas de Marruecos. Marruecos se retiró del partido por el tercer puesto contra el Líbano y terminó cuarto en la clasificación general.
Entre 1957 y 1958, Marruecos celebró numerosos partidos amistosos contra el equipo del Frente de Liberación Nacional, el representante de Argelia antes de su independencia en 1958. En 1959, el equipo participó por primera vez en una competición internacional, las rondas de clasificación de los Juegos Olímpicos de Roma de 1960. En un grupo en el que estaban Túnez y Malta, Marruecos terminó segundo por diferencia de goles y no logró avanzar. Ese mismo año, la Federación de Fútbol de Marruecos se unió a la FIFA.
En 1960, Marruecos compitió por primera vez en la clasificación para la Copa del Mundo. Tras empatar contra Túnez en la primera ronda, Marruecos ganó el partido de ida por 2-1, mientras que Túnez ganó el partido de vuelta por 2-1. Un desempate celebrado en Palermo, Italia, también terminó en empate, por lo que se utilizó un sorteo para determinar quién avanzaba. Marruecos ganó el sorteo y venció a Ghana por 1-0 en el global para alcanzar los playoffs intercontinentales. Tras empatar contra España, Marruecos perdió 4-2 en el global y, por lo tanto, no logró clasificarse.
En 1961, Marruecos celebró los Juegos Panárabes y ganó el torneo de fútbol, ganando sus cinco partidos. Su tercer partido, contra Arabia Saudita, resultó en la mayor victoria de Marruecos en la historia, ganando 13-1. También lograron sus dos primeras victorias contra un equipo europeo, venciendo a Alemania del Este por 2-1 y 2-0.
En 1963, la selección marroquí estuvo cerca de clasificarse para la Copa Africana de Naciones. En el decisivo desempate contra Túnez, cayó derrotada por 4-1 en Túnez y ganó 4-2 en casa, quedando eliminada. En los Juegos Mediterráneos de Nápoles 1963, acabó cuarta tras perder 2-1 en la final por el tercer puesto contra el equipo reserva de España.
Marruecos participó por primera vez en la fase final de una competición internacional en los Juegos Olímpicos de Tokio 1964. Tras clasificarse bajo el liderazgo del entrenador Mohamed Massoun, los marroquíes fueron incluidos en un grupo de tres equipos debido a la retirada de Corea del Norte. Marruecos perdió sus dos partidos, contra Hungría (6-0, la peor derrota de la historia del equipo) y Yugoslavia (3-1, a pesar de ponerse por delante en el segundo minuto por mediación de Ali Bouachra).
En 1966, la Asociación Marroquí de Fútbol se unió a la Confederación Africana de Fútbol y pudo participar en las competiciones organizadas por la CAF.
En 1968 y 1969, el equipo participó en la clasificación para la Copa Mundial de 1970 en México. En su debut eliminó a Senegal (1-0) y Túnez después de un empate. En la ronda final de la preliminar, contra Sudán y Nigeria, Marruecos obtuvo cinco puntos, terminando por delante de Nigeria. Poco después, Marruecos perdió el play-off decisivo contra Argelia para ingresar en la fase final de la Copa Africana de Naciones de 1970.
Marruecos se convirtió así en el primer equipo nacional africano en clasificarse para la Copa Mundial después de haber jugado en un torneo de eliminación. El equipo marroquí, entrenado por el yugoslavo Blagoje Vidinić, estaba formado íntegramente por jugadores de la liga marroquí, entre ellos Driss Bamous y Ahmed Faras.
El 3 de junio de 1970, contra Alemania Occidental, Marruecos abrió el marcador con un gol en el minuto 21 del juego marcado por Houmane Jarir. En la segunda mitad, sin embargo, los alemanes marcaron dos goles y ganaron 2-1. Los Leones del Atlas jugaron luego contra Perú, concediendo tres goles en diez minutos y perdiendo 3-0. El 11 de junio de 1970, los eliminados marroquíes empataron con Bulgaria 1-1, obteniendo el primer punto de un equipo africano en un Mundial.
En la clasificación para la Copa Africana de Naciones de 1972, los Leones del Atlas eliminaron a Argelia, luego se enfrentaron a Egipto, venciéndolos 3-0 en el partido de ida y sufriendo una derrota 3-2 en el camino de vuelta. A pesar de esto, se clasificaron para la fase final del torneo continental por primera vez. En la fase de grupos, acumularon tres empates 1-1 contra Congo, Sudán y Zaire y fueron eliminados en la primera ronda. Los tres goles marroquíes fueron marcados por Ahmed Faras.
Ese mismo año la selección tuvo su segunda oportunidad en los Juegos Olímpicos. Marruecos debutó en el Grupo A con un empate sin goles contra Estados Unidos, luego perdió 3-0 contra el anfitrión Alemania Occidental y derrotó a Malasia 6-0 con un triplete de Faras, avanzando así a la segunda ronda. Debido a las derrotas contra la URSS (3-0), Dinamarca (3-1) y Polonia (5-0), fueron eliminados del torneo, terminando últimos de su grupo. Hasta la fecha, este resultado sigue siendo el mejor desempeño de los Leones del Atlas en el torneo olímpico de fútbol.
En la fase de clasificación para el Mundial de 1974, Marruecos superó con éxito tres rondas de clasificación antes de entrar en la ronda final junto a Zambia y Zaire. Tras perder 4-0 como visitante contra Zambia, los marroquíes se recuperaron en el segundo partido, derrotando al mismo oponente por 2-0 en casa. Luego fueron a Zaire para su tercer partido, pero perdieron 3-0, concediendo los tres goles en la segunda mitad, y Faras tuvo que abandonar el campo debido a una lesión. Marruecos presentó una apelación, tratando de conseguir que se volviera a jugar el partido, pero fue desestimada por la FIFA. En protesta, Marruecos se retiró de la fase de clasificación, lo que provocó que los Leones del Atlas se perdieran su último partido en casa contra Zaire, que ya se había clasificado para la fase final, y la FIFA otorgó a Zaire una victoria por 2-0 por no haber jugado. Por la misma razón, Marruecos también decidió no participar en la clasificación para la Copa Africana de Naciones de 1974.
En 1974, Marruecos jugó solo dos partidos, ambos contra Argelia, logrando una victoria por 2-0 y un empate 0-0. Marruecos luego reanudó sus competiciones regulares de la FIFA y la CAF, clasificándose para la Copa Africana de Naciones de 1976 al eliminar a Ghana en la última ronda, pero no logró clasificarse para los Juegos Olímpicos de 1976, siendo eliminado por Nigeria.

### Ascenso y Logros Internacionales de Marruecos en Fútbol (1975-1991)
A mediados de la década del setenta, Marruecos se adjudicó la Copa Africana de Naciones 1976, donde comenzó empatando 2-2 frente Sudán, para luego vencer por la mínima a Zaire y terminar superando 3-1 a Nigeria. En el cuadrangular final, venció por idéntico marcador de 2-1 a Egipto y Nigeria, para terminar empatando 1-1 frente a Guinea. Con estos resultados, la selección de Marruecos se coronó campeona por primera vez de la Copa Africana de Naciones.
En la Copa Africana 1980, Marruecos arrancó empatando 1-1 contra Guinea, para luego perder 0-1 frente a Argelia, aunque se sobrepuso derrotando por la mínima a Ghana. En semifinales cayó derrotado 0-1 frente a Nigeria. En la final por el tercer lugar, superó por 2-0 a Egipto. Después de dieciséis años, los leones del Atlas regresaron a los mundiales durante la Copa Mundial de Fútbol de 1986, siendo emparejados en el grupo F junto a Polonia, Portugal e Inglaterra. Debutaron empatando sin goles frente a los polacos. Cuatro días más tarde, volvieron a firmar tablas 0-0 ante Inglaterra. Cerraron la fase de grupos logrando una histórica victoria de 3-1 sobre Portugal, avanzando a la siguiente fase como líderes de grupo. Ya en octavos de final, enfrentaron a Alemania Federal, partido que terminaron perdiendo por la mínima. Marruecos se convirtió en el primer equipo africano en lograr pasar a la segunda fase de un Mundial.
Dos años después, Marruecos organizó la Copa Africana de Naciones 1988 integrando el grupo A. Arrancó el torneo empatando 1-1 frente al seleccionado de Zaire, para luego superar por la mínima a Argelia y terminó la fase de grupos empatando sin goles frente a Costa de Marfil. Pasó a semifinales como primero del grupo, donde le tocó enfrentar a Camerún, siendo derrotado por 0-1. En el partido por el 3.er lugar, Marruecos empató 1-1 con Argelia. Aunque la lotería de los penaltis le fue esquiva cayendo derrotado por 3 a 4.

### Altibajos Internacionales de Marruecos en la Década de los 90 y 2000 (1992-2008)
Tras una muy buena clasificación en las eliminatorias, los leones del Atlas formaron parte del Mundial de EUA 94, pero no pudieron superar la primera ronda tras conceder tres derrotas ante Bélgica (0-1), Arabia Saudita (1-2) y los Países Bajos (1-2). 
Cuatro años más tarde, Marruecos volvió a hacerse presente en un Mundial, en Francia 98, integrando el grupo A. Debutó empatando 2-2 con Noruega, para luego caer 0-3 a manos de Brasil. Aunque logró recuperarse venciendo por 3-0 a Escocia, no fue suficiente habida cuenta de la simultánea victoria noruega sobre Brasil que privó a los marroquíes de regresar a octavos de final como en 1986. Sin embargo, fue la primera vez que la selección se clasificaba por segunda vez consecutiva para una Copa Mundial de Fútbol.
Marruecos tuvo una participación destacada en la Copa Africana de Naciones 2004 en la cual debutó superando por la cuenta mínima a Nigeria, para luego golear 4-0 a Benín y terminar empatando 1-1 con Sudáfrica. En cuartos de final, venció por 3-1 a Argelia, para luego en semifinales golear 4-0 al seleccionado de Malí. Sin embargo, en la final, los marroquíes desperdiciaron la oportunidad de hacerse con su segundo título al perder 1-2 frente al local Túnez.
No así tuvo un desempeño feliz en las eliminatorias Africanas para el Mundial, puesto que no pudo clasificarse ni para Corea/Japón 2002 ni para Alemania 2006.

### Redención y Logros de Marruecos en la Era Moderna del Fútbol (2009-actualidad)
La contratación del experimentado técnico belga Eric Gerets, el 5 de julio de 2010, hizo suponer que Marruecos levantaría el vuelo después de las ausencias consecutivas tanto en la Copa Africana de 2010 como en el Mundial de Sudáfrica de ese mismo año. De hecho Gerets logró la clasificación para la Copa Africana de 2012, pero Marruecos no pudo superar la primera fase. Posteriormente, fue destituido durante el proceso de clasificación para la Copa Africana de Naciones de 2013, tras una derrota ante Mozambique.

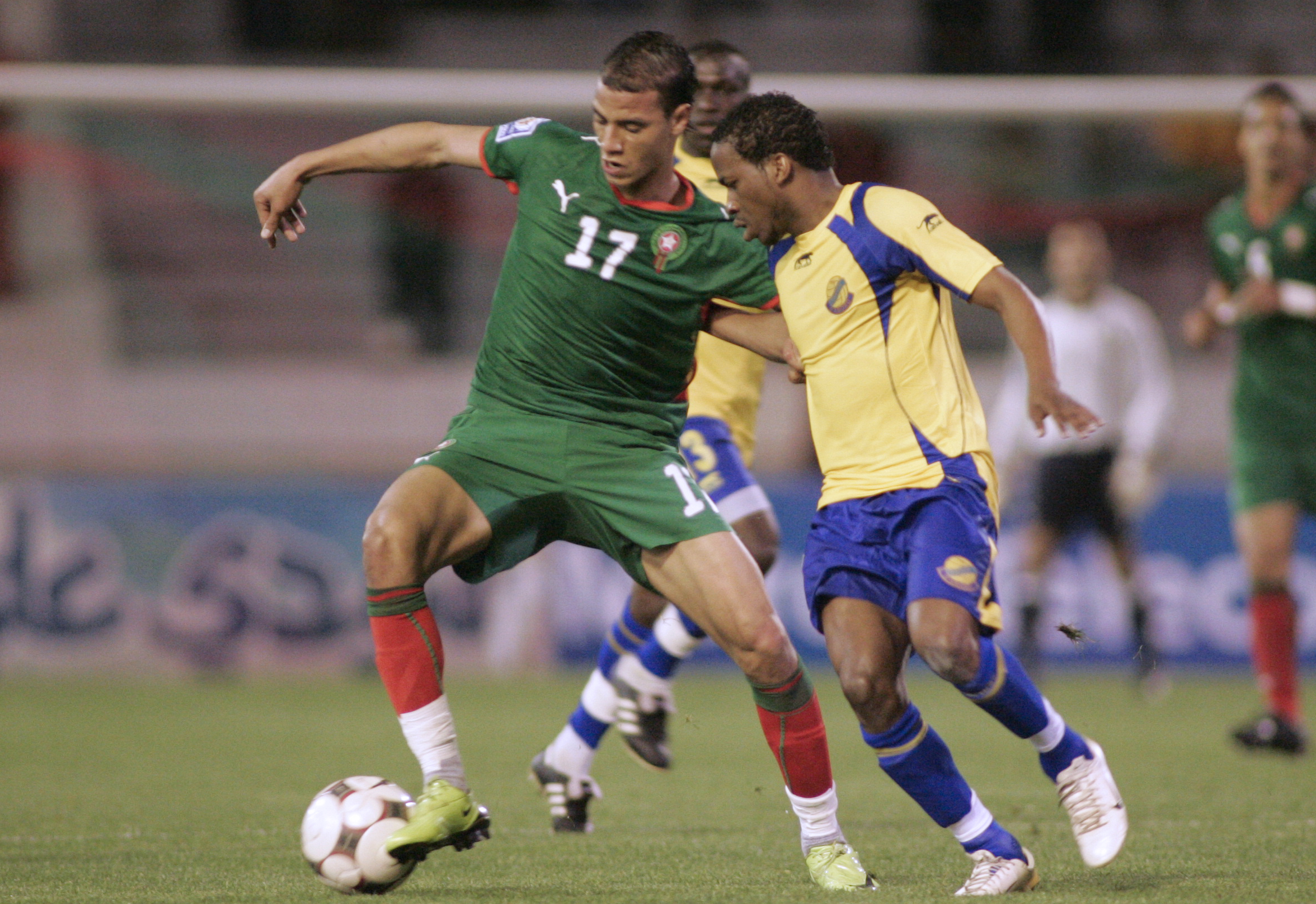
Marruecos- (1-2) por las eliminatorias a Sudáfrica 2010.

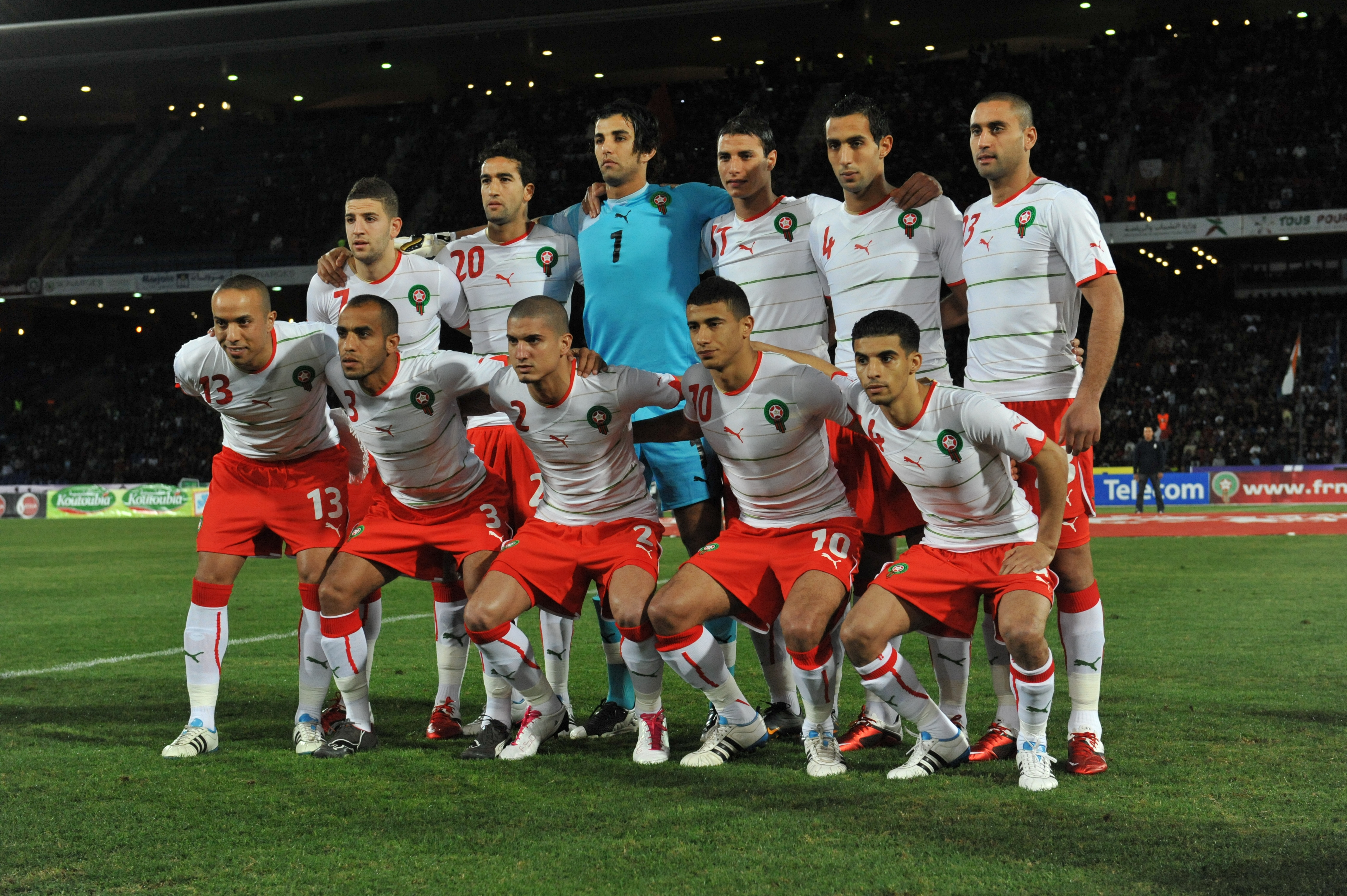
Selección de Marruecos el día 9 de febrero de 2011.

Marruecos estaba elegido para albergar la XXX edición de la Copa Africana de Naciones, siendo la segunda vez que organizaría el certamen después del torneo de 1988. Sin embargo, debido a la solicitud de las autoridades marroquíes a la CAF para aplazar dicho torneo por temor al brote de ébola generado en 2014 para una fecha indefinida, se le retiró el derecho a organizar y a participar del torneo.

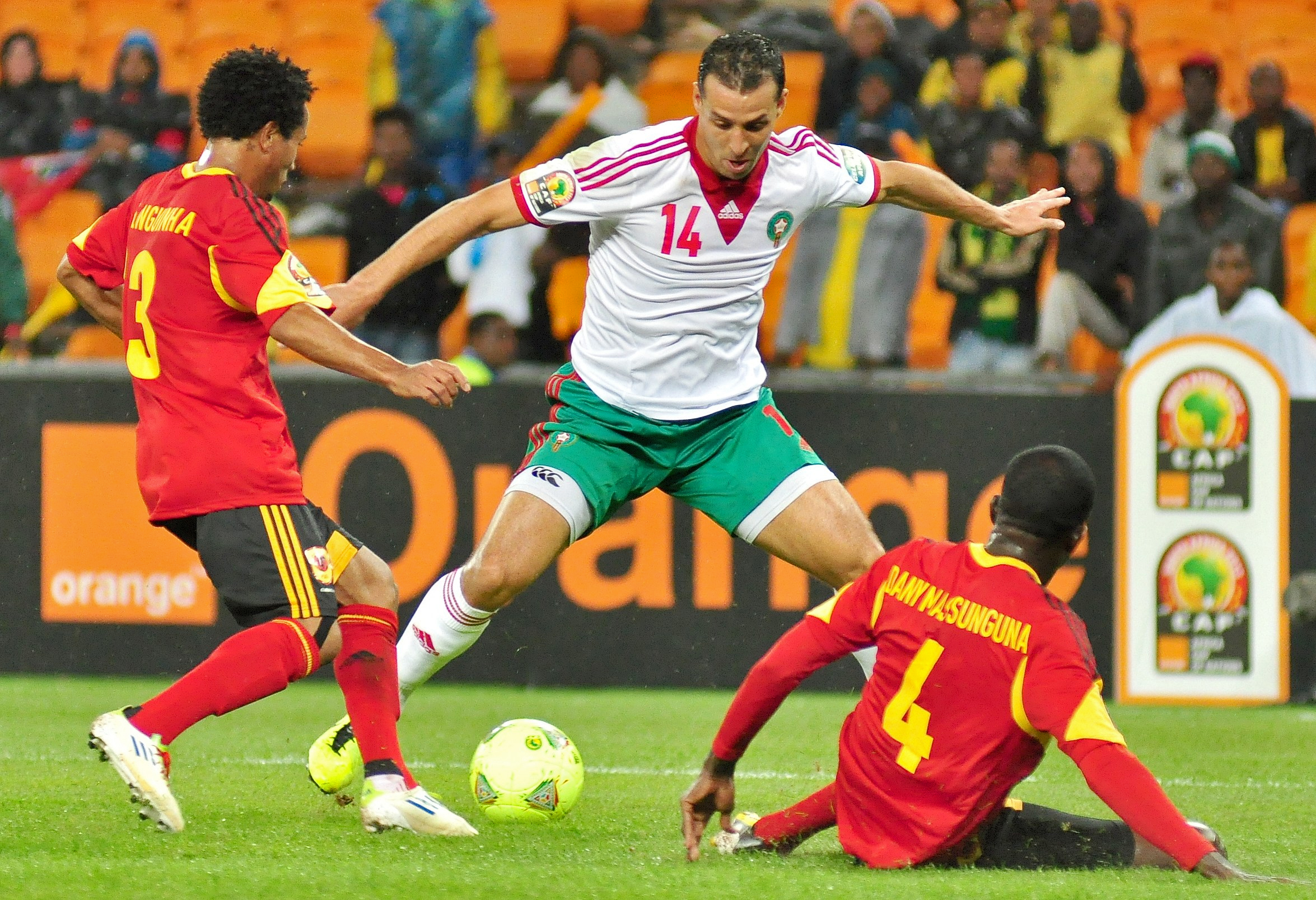
El Hamdaoui (centro) contra dos defensas de en la Copa Africana de Naciones de 2013.

El 11 de noviembre de 2017, la selección logra clasificar para el Mundial de Rusia 2018 tras vencer 2-0 a Costa de Marfil, logrando quedar primera de su grupo de eliminatoria en donde se encontraban selecciones como Gabón, Mali y Costa de Marfil. También cumplía una racha de veinte años sin asistir a un Mundial desde su última aparición en 1998.
En el Mundial de Rusia 2018, Marruecos se encontró en el grupo B, junto a España, Portugal e Irán. La selección marroquí logró un solo punto, perdiendo el primer partido 0-1 frente a Irán, cayendo 1-0 con Portugal y empatando en el último partido del grupo con España 2-2. Quedó último en su tabla y se despidió en primera ronda.
En las clasificatorias de África para la Copa Mundial de Fútbol 2022, la selección de Marruecos inicio su participación en la fase 2 de las eliminatorias africanas. Quedó posicionada en el grupo L junto con Sudán, Guinea y Guinea-Bisáu. Marruecos ganó todos los partidos de su grupo quedando en primer lugar con puntuación máxima y logró acceder a la fase final de las eliminatorias. En la fase final se enfrentó a la República Democrática del Congo en partidos de ida y vuelta, donde el resultado como visitantes fue 1-1 y en el partido de vuelta lograron la victoria por 4-1 en condición de local, de esta forma lograron la clasificación para la Copa Mundial de Fútbol de 2022. También volvieron a clasificar para dos mundiales de forma consecutiva, cosa que no sucedía desde la década de los 90, cuando en esa oportunidad clasificaron para los Mundiales de Estados Unidos 1994 y Francia 1998.

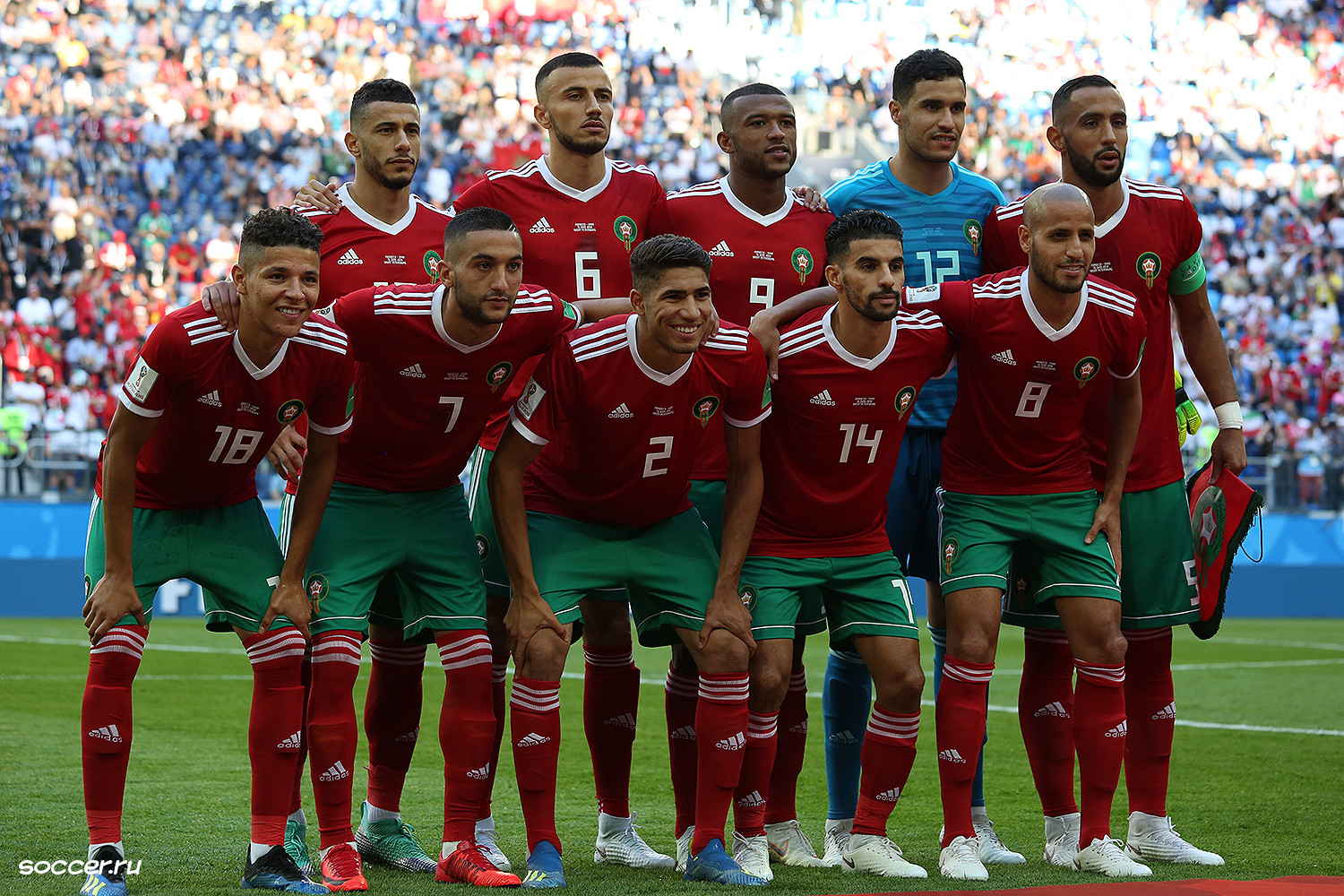
Formación de Marruecos en la Copa Mundial de 2018.

El Mundial para los leones del Atlas empezó el día miércoles 23 de noviembre de 2022. En dicho partido, empataron sin goles ante el combinado de Croacia (vigente subcampeón del mundo tras perder la final del mundial anterior ante Francia). Solo cuatro días después, se midieron ante la selección que se encontraba 2.ª en la clasificación FIFA, Bélgica (la cual había estado durante muchos meses en el 1.er puesto siendo desplazada por Brasil pocos meses previos al mundial), partido que terminaron ganando por 2-0. Finalmente, el último duelo del grupo F sería ante Canadá que había clasificado primera en las eliminatorias de la Concacaf, a quien le ganó por 2 tantos contra 1. A pesar de enfrentarse con colosos del fútbol, Marruecos terminó primera en su grupo con siete puntos (siendo segunda Croacia con cinco, eliminando a un favorito a ganar el certamen como lo era Bélgica).
El 6 de diciembre de 2022, se midieron frente a la selección de fútbol de España de Luis Enrique en el marco de los octavos de final. Tras igualar 0-0 en el tiempo complementario, se midieron en los penales con una majestuosa actuación integral de su arquero Bono, el cual contuvo los disparos de Carlos Soler y Sergio Busquets respectivamente.
El 10 de diciembre, Marruecos, daría la sorpresa mundial al superar en los cuartos de final por 1-0 a la Portugal de Cristiano Ronaldo, de este modo, los marroquíes se convirtieron en el primer seleccionado africano y árabe en acceder a semifinales de un mundial de fútbol.
El 14 de diciembre, se enfrentaron a Francia, por las semifinales del torneo, y cayeron en tiempo regular por 2-0, con goles de Theo Hernández en el minuto 5 y Randal Kolo Muani en el minuto 79.
En el partido por el tercer puesto, el 17 de diciembre, volvieron a medirse con Croacia, que los batió por 2-1, terminando en cuarto lugar. Aun así, la actuación del seleccionado africano fue la más destacada de toda su historia y lograron un reconocimiento meritorio para el fútbol de África.

## Últimos partidos y próximos encuentros
Actualizado al último partido jugado el 17 de agosto de 2025
| Fecha      | Ciudad       | Local     | Resultado | Visitante                | Competición                      |
| ---------- | ------------ | --------- | --------- | ------------------------ | -------------------------------- |
| 15-10-2024 | Uchda        | Marruecos | 4:0       | República Centroafricana | Clasificación Copa Africana 2025 |
| 15-11-2024 | Franceville  | Gabón     | 1:5       | Marruecos                | Clasificación Copa Africana 2025 |
| 18-11-2024 | Uchda        | Marruecos | 7:0       | Lesoto                   | Clasificación Copa Africana 2025 |
| 21-03-2025 | Uchda        | Marruecos | 2:1       | Níger                    | Clasificación Copa Mundial 2026  |
| 25-03-2025 | Oujda        | Marruecos | 2:0       | Tanzania                 | Clasificación Copa Mundial 2026  |
| 06-06-2025 | Fez          | Marruecos | 2:0       | Túnez                    | Partido amistoso                 |
| 09-06-2025 | Fez          | Marruecos | 1:0       | Benín                    | Partido amistoso                 |
| 19-07-2025 | Kenitra      | Marruecos | 2:1       | Burkina Faso             | Partido amistoso                 |
| 03-08-2025 | Nairobi      | Marruecos | 2:0       | Angola                   | Campeonato Africano 2025         |
| 10-08-2025 | Nairobi      | Kenia     | 1:0       | Marruecos                | Campeonato Africano 2025         |
| 14-08-2025 | Nairobi      | Marruecos | 3:1       | Zambia                   | Campeonato Africano 2025         |
| 17-08-2025 | Nairobi      | Marruecos | 3:1       | Rep. Dem. del Congo      | Campeonato Africano 2025         |
| 22-08-2025 | Dar es-Salam | Tanzania  | -:-       | Marruecos                | Campeonato Africano 2025         |
| -09-2025   | TBD          | Níger     | -:-       | Marruecos                | Clasificación Copa Mundial 2026  |
| -09-2025   | TBD          | Marruecos | -:-       | Zambia                   | Clasificación Copa Mundial 2026  |
| -10-2025   | TBD          | Marruecos | -:-       | Congo                    | Clasificación Copa Mundial 2026  |
| 21-12-2025 | Rabat        | Marruecos | -:-       | Comoras                  | Copa Africana de Naciones 2025   |
| 26-12-2025 | Rabat        | Marruecos | -:-       | Malí                     | Copa Africana de Naciones 2025   |
| 29-12-2025 | Rabat        | Marruecos | -:-       | Zambia                   | Copa Africana de Naciones 2025   |

## Estadísticas

### Copa Mundial de Fútbol
| Año   | Ronda                         | Posición                      | PJ                            | PG                            | PE                            | PP                            | GF                            | GC                            | Dif.                          | Goleador                      |
| ----- | ----------------------------- | ----------------------------- | ----------------------------- | ----------------------------- | ----------------------------- | ----------------------------- | ----------------------------- | ----------------------------- | ----------------------------- | ----------------------------- |
| 1930  | No existía la selección       | No existía la selección       | No existía la selección       | No existía la selección       | No existía la selección       | No existía la selección       | No existía la selección       | No existía la selección       | No existía la selección       | No existía la selección       |
| 1934  | No existía la selección       | No existía la selección       | No existía la selección       | No existía la selección       | No existía la selección       | No existía la selección       | No existía la selección       | No existía la selección       | No existía la selección       | No existía la selección       |
| 1938  | No existía la selección       | No existía la selección       | No existía la selección       | No existía la selección       | No existía la selección       | No existía la selección       | No existía la selección       | No existía la selección       | No existía la selección       | No existía la selección       |
| 1950  | No participó                  | No participó                  | No participó                  | No participó                  | No participó                  | No participó                  | No participó                  | No participó                  | No participó                  | No participó                  |
| 1954  | No participó                  | No participó                  | No participó                  | No participó                  | No participó                  | No participó                  | No participó                  | No participó                  | No participó                  | No participó                  |
| 1958  | No participó                  | No participó                  | No participó                  | No participó                  | No participó                  | No participó                  | No participó                  | No participó                  | No participó                  | No participó                  |
| 1962  | No clasificó                  | No clasificó                  | No clasificó                  | No clasificó                  | No clasificó                  | No clasificó                  | No clasificó                  | No clasificó                  | No clasificó                  | No clasificó                  |
| 1966  | Se retiró                     | Se retiró                     | Se retiró                     | Se retiró                     | Se retiró                     | Se retiró                     | Se retiró                     | Se retiró                     | Se retiró                     | Se retiró                     |
| 1970  | Fase de grupos                | 14.º                          | 3                             | 0                             | 1                             | 2                             | 2                             | 6                             | –4                            | Jarir y Ghazouani: 1          |
| 1974  | No clasificó                  | No clasificó                  | No clasificó                  | No clasificó                  | No clasificó                  | No clasificó                  | No clasificó                  | No clasificó                  | No clasificó                  | No clasificó                  |
| 1978  | No clasificó                  | No clasificó                  | No clasificó                  | No clasificó                  | No clasificó                  | No clasificó                  | No clasificó                  | No clasificó                  | No clasificó                  | No clasificó                  |
| 1982  | No clasificó                  | No clasificó                  | No clasificó                  | No clasificó                  | No clasificó                  | No clasificó                  | No clasificó                  | No clasificó                  | No clasificó                  | No clasificó                  |
| 1986  | Octavos de final              | 11.º                          | 4                             | 1                             | 2                             | 1                             | 3                             | 2                             | +1                            | Abdelkrim Merry: 2            |
| 1990  | No clasificó                  | No clasificó                  | No clasificó                  | No clasificó                  | No clasificó                  | No clasificó                  | No clasificó                  | No clasificó                  | No clasificó                  | No clasificó                  |
| 1994  | Fase de grupos                | 23.º                          | 3                             | 0                             | 0                             | 3                             | 2                             | 5                             | –3                            | Chaouch y Nader: 1            |
| 1998  | Fase de grupos                | 18.º                          | 3                             | 1                             | 1                             | 1                             | 5                             | 5                             | 0                             | Bassir y Hadda: 2             |
| 2002  | No clasificó                  | No clasificó                  | No clasificó                  | No clasificó                  | No clasificó                  | No clasificó                  | No clasificó                  | No clasificó                  | No clasificó                  | No clasificó                  |
| 2006  | No clasificó                  | No clasificó                  | No clasificó                  | No clasificó                  | No clasificó                  | No clasificó                  | No clasificó                  | No clasificó                  | No clasificó                  | No clasificó                  |
| 2010  | No clasificó                  | No clasificó                  | No clasificó                  | No clasificó                  | No clasificó                  | No clasificó                  | No clasificó                  | No clasificó                  | No clasificó                  | No clasificó                  |
| 2014  | No clasificó                  | No clasificó                  | No clasificó                  | No clasificó                  | No clasificó                  | No clasificó                  | No clasificó                  | No clasificó                  | No clasificó                  | No clasificó                  |
| 2018  | Fase de grupos                | 27.º                          | 3                             | 0                             | 1                             | 2                             | 2                             | 4                             | –2                            | Boutaïb y En-Nesyri: 1        |
| 2022  | Cuarto lugar                  | 4.º                           | 7                             | 3                             | 2                             | 2                             | 6                             | 5                             | +1                            | Youssef En-Nesyri: 2          |
| 2026  | Por disputarse                | Por disputarse                | Por disputarse                | Por disputarse                | Por disputarse                | Por disputarse                | Por disputarse                | Por disputarse                | Por disputarse                | Por disputarse                |
| 2030  | Clasificado por ser anfitrión | Clasificado por ser anfitrión | Clasificado por ser anfitrión | Clasificado por ser anfitrión | Clasificado por ser anfitrión | Clasificado por ser anfitrión | Clasificado por ser anfitrión | Clasificado por ser anfitrión | Clasificado por ser anfitrión | Clasificado por ser anfitrión |
| 2034  | Por disputarse                | Por disputarse                | Por disputarse                | Por disputarse                | Por disputarse                | Por disputarse                | Por disputarse                | Por disputarse                | Por disputarse                | Por disputarse                |
| Total | 7/23                          | 32.º                          | 23                            | 5                             | 7                             | 11                            | 20                            | 27                            | –7                            | Youssef En-Nesyri: 3          |

### Copa Africana de Naciones
| Año   | Ronda                         | Posición                      | PJ                            | PG                            | PE                            | PP                            | GF                            | GC                            | Dif.                          | Goleador                                     |
| ----- | ----------------------------- | ----------------------------- | ----------------------------- | ----------------------------- | ----------------------------- | ----------------------------- | ----------------------------- | ----------------------------- | ----------------------------- | -------------------------------------------- |
| 1957  | No participó                  | No participó                  | No participó                  | No participó                  | No participó                  | No participó                  | No participó                  | No participó                  | No participó                  | No participó                                 |
| 1959  | No participó                  | No participó                  | No participó                  | No participó                  | No participó                  | No participó                  | No participó                  | No participó                  | No participó                  | No participó                                 |
| 1962  | Se retiró                     | Se retiró                     | Se retiró                     | Se retiró                     | Se retiró                     | Se retiró                     | Se retiró                     | Se retiró                     | Se retiró                     | Se retiró                                    |
| 1963  | No clasificó                  | No clasificó                  | No clasificó                  | No clasificó                  | No clasificó                  | No clasificó                  | No clasificó                  | No clasificó                  | No clasificó                  | No clasificó                                 |
| 1965  | No participó                  | No participó                  | No participó                  | No participó                  | No participó                  | No participó                  | No participó                  | No participó                  | No participó                  | No participó                                 |
| 1968  | No participó                  | No participó                  | No participó                  | No participó                  | No participó                  | No participó                  | No participó                  | No participó                  | No participó                  | No participó                                 |
| 1970  | No clasificó                  | No clasificó                  | No clasificó                  | No clasificó                  | No clasificó                  | No clasificó                  | No clasificó                  | No clasificó                  | No clasificó                  | No clasificó                                 |
| 1972  | Fase de grupos                | 5.º                           | 3                             | 0                             | 3                             | 0                             | 3                             | 3                             | 0                             | Ahmed Faras: 3                               |
| 1974  | No participó                  | No participó                  | No participó                  | No participó                  | No participó                  | No participó                  | No participó                  | No participó                  | No participó                  | No participó                                 |
| 1976  | Campeón                       | 1.º                           | 6                             | 4                             | 2                             | 0                             | 11                            | 6                             | +5                            | Ahmed Faras: 3                               |
| 1978  | Fase de grupos                | 6.º                           | 3                             | 1                             | 1                             | 1                             | 2                             | 4                             | –2                            | Acila: 2                                     |
| 1980  | Tercer lugar                  | 3.º                           | 5                             | 2                             | 1                             | 2                             | 4                             | 3                             | +1                            | Khaled Labied: 3                             |
| 1982  | No clasificó                  | No clasificó                  | No clasificó                  | No clasificó                  | No clasificó                  | No clasificó                  | No clasificó                  | No clasificó                  | No clasificó                  | No clasificó                                 |
| 1984  | No clasificó                  | No clasificó                  | No clasificó                  | No clasificó                  | No clasificó                  | No clasificó                  | No clasificó                  | No clasificó                  | No clasificó                  | No clasificó                                 |
| 1986  | Cuarto lugar                  | 4.º                           | 5                             | 1                             | 2                             | 2                             | 4                             | 5                             | –1                            | Rhiati, Sahil y Merry: 1                     |
| 1988  | Cuarto lugar                  | 4.º                           | 5                             | 1                             | 3                             | 1                             | 3                             | 3                             | 0                             | Merry, El Haddaoui y Nader: 1                |
| 1990  | No clasificó                  | No clasificó                  | No clasificó                  | No clasificó                  | No clasificó                  | No clasificó                  | No clasificó                  | No clasificó                  | No clasificó                  | No clasificó                                 |
| 1992  | Fase de grupos                | 9.º                           | 2                             | 0                             | 1                             | 1                             | 1                             | 2                             | –1                            | Rokbi: 1                                     |
| 1994  | No clasificó                  | No clasificó                  | No clasificó                  | No clasificó                  | No clasificó                  | No clasificó                  | No clasificó                  | No clasificó                  | No clasificó                  | No clasificó                                 |
| 1996  | No clasificó                  | No clasificó                  | No clasificó                  | No clasificó                  | No clasificó                  | No clasificó                  | No clasificó                  | No clasificó                  | No clasificó                  | No clasificó                                 |
| 1998  | Cuartos de final              | 6.º                           | 4                             | 2                             | 1                             | 1                             | 6                             | 3                             | +3                            | Said Chiba: 2                                |
| 2000  | Fase de grupos                | 11.º                          | 3                             | 1                             | 1                             | 1                             | 1                             | 2                             | –1                            | Salaheddine Bassir: 1                        |
| 2002  | Fase de grupos                | 9.º                           | 3                             | 1                             | 1                             | 1                             | 3                             | 4                             | –1                            | Hicham Zerouali: 2                           |
| 2004  | Subcampeón                    | 2.º                           | 6                             | 4                             | 1                             | 1                             | 14                            | 4                             | +10                           | Youssef Mokhtari: 4                          |
| 2006  | Fase de grupos                | 13.º                          | 3                             | 0                             | 2                             | 1                             | 0                             | 1                             | –1                            | -                                            |
| 2008  | Fase de grupos                | 11.º                          | 3                             | 1                             | 0                             | 2                             | 7                             | 6                             | +1                            | Soufiane Alloudi: 3                          |
| 2010  | No clasificó                  | No clasificó                  | No clasificó                  | No clasificó                  | No clasificó                  | No clasificó                  | No clasificó                  | No clasificó                  | No clasificó                  | No clasificó                                 |
| 2012  | Fase de grupos                | 12.º                          | 3                             | 1                             | 0                             | 2                             | 4                             | 5                             | –1                            | Houssine Kharja: 3                           |
| 2013  | Fase de grupos                | 10.º                          | 3                             | 0                             | 3                             | 0                             | 3                             | 3                             | 0                             | El-Arabi, El-Adoua y Hafidi: 1               |
| 2015  | Descalificado                 | Descalificado                 | Descalificado                 | Descalificado                 | Descalificado                 | Descalificado                 | Descalificado                 | Descalificado                 | Descalificado                 | Descalificado                                |
| 2017  | Cuartos de final              | 7.º                           | 4                             | 2                             | 0                             | 2                             | 4                             | 3                             | +1                            | Bouhaddouz, Saïss, En-Nesyri y Alioui: 1     |
| 2019  | Octavos de final              | 9.º                           | 4                             | 3                             | 1                             | 0                             | 4                             | 1                             | +3                            | Youssef En-Nesyri: 2                         |
| 2021  | Cuartos de final              | 5.º                           | 5                             | 3                             | 1                             | 1                             | 8                             | 5                             | +3                            | Sofiane Boufal: 3                            |
| 2023  | Octavos de final              | 11.º                          | 4                             | 2                             | 1                             | 1                             | 5                             | 3                             | +1                            | Saïss, Ounahi, En-Nesyri, Hakimi y Ziyech: 1 |
| 2025  | Clasificado por ser anfitrión | Clasificado por ser anfitrión | Clasificado por ser anfitrión | Clasificado por ser anfitrión | Clasificado por ser anfitrión | Clasificado por ser anfitrión | Clasificado por ser anfitrión | Clasificado por ser anfitrión | Clasificado por ser anfitrión | Clasificado por ser anfitrión                |
| 2027  | Por definir                   | Por definir                   | Por definir                   | Por definir                   | Por definir                   | Por definir                   | Por definir                   | Por definir                   | Por definir                   | Por definir                                  |
| Total | 20/35                         | 7.º                           | 74                            | 29                            | 25                            | 20                            | 87                            | 66                            | +21                           | Ahmed Faras: 6                               |

### Campeonato Africano de Naciones
| Año   | Ronda            | Posición     | PJ           | PG           | PE           | PP           | GF           | GC           | Dif.         | Goleador              |
| ----- | ---------------- | ------------ | ------------ | ------------ | ------------ | ------------ | ------------ | ------------ | ------------ | --------------------- |
| 2009  | No clasificó     | No clasificó | No clasificó | No clasificó | No clasificó | No clasificó | No clasificó | No clasificó | No clasificó | No clasificó          |
| 2011  | No clasificó     | No clasificó | No clasificó | No clasificó | No clasificó | No clasificó | No clasificó | No clasificó | No clasificó | No clasificó          |
| 2014  | Cuartos de final | 8.º          | 4            | 1            | 2            | 1            | 7            | 6            | +1           | Iajour y Moutouali: 2 |
| 2016  | Fase de grupos   | 10.º         | 3            | 1            | 1            | 1            | 4            | 2            | +2           | Abdelghani Mouaoui: 2 |
| 2018  | Campeón          | 1.º          | 6            | 5            | 1            | 0            | 16           | 2            | +14          | Ayoub El Kaabi: 9     |
| 2020  | Campeón          | 1.º          | 6            | 5            | 1            | 0            | 15           | 3            | +12          | Soufiane Rahimi: 5    |
| 2022  | Se retiró        | Se retiró    | Se retiró    | Se retiró    | Se retiró    | Se retiró    | Se retiró    | Se retiró    | Se retiró    | Se retiró             |
| Total | 5/7              | 1.º          | 19           | 12           | 5            | 2            | 42           | 13           | +29          | Ayoub El Kaabi: 9     |

### Copa de Naciones Árabe
| Año   | Ronda            | Posición     | PJ           | PG           | PE           | PP           | GF           | GC           | Dif.         | Goleador              |
| ----- | ---------------- | ------------ | ------------ | ------------ | ------------ | ------------ | ------------ | ------------ | ------------ | --------------------- |
| 1963  | No participó     | No participó | No participó | No participó | No participó | No participó | No participó | No participó | No participó | No participó          |
| 1964  | No participó     | No participó | No participó | No participó | No participó | No participó | No participó | No participó | No participó | No participó          |
| 1966  | No participó     | No participó | No participó | No participó | No participó | No participó | No participó | No participó | No participó | No participó          |
| 1985  | No participó     | No participó | No participó | No participó | No participó | No participó | No participó | No participó | No participó | No participó          |
| 1988  | No participó     | No participó | No participó | No participó | No participó | No participó | No participó | No participó | No participó | No participó          |
| 1992  | No participó     | No participó | No participó | No participó | No participó | No participó | No participó | No participó | No participó | No participó          |
| 1998  | Fase de grupos   | 5.º          | 2            | 1            | 0            | 1            | 2            | 2            | 0            | Sektioui y Termina: 1 |
| 2002  | Semifinales      | 4.º          | 5            | 1            | 2            | 2            | 5            | 6            | –1           | Mohamed Armoumen: 2   |
| 2012  | Campeón          | 1.º          | 5            | 4            | 1            | 0            | 11           | 2            | +9           | Yassine Salhi: 6      |
| 2021  | Cuartos de final | 5.º          | 4            | 3            | 1            | 0            | 11           | 2            | +9           | Abdelilah Hafidi: 2   |
| Total | 4/10             | 6.º          | 16           | 9            | 4            | 3            | 29           | 12           | +17          | Yassine Salhi: 6      |

## Jugadores

### Última convocatoria
Lista de 27 jugadores los partidos ante Túnez y Benín, celebrados en junio de 2025.
| N.º                  | Nombre              | Posición      | Edad    | PJ | Goles | Club                      |
| -------------------- | ------------------- | ------------- | ------- | -- | ----- | ------------------------- |
| 1                    | Yassine Bounou      | Portero       | 34 años | 74 | 0     | Al-Hilal                  |
| 12                   | Munir Mohamedi      | Portero       | 36 años | 49 | 0     | R. S. Berkane             |
| 22                   | Mehdi Benabid       | Portero       | 27 años | 0  | 0     | Wydad A. C.               |
| 2                    | Achraf Hakimi       | Defensa       | 26 años | 84 | 11    | Paris Saint-Germain F. C. |
| 3                    | Adam Masina         | Defensa       | 31 años | 18 | 0     | Torino F. C.              |
| 5                    | Youssef Belammari   | Defensa       | 26 años | 4  | 0     | Raja C. A.                |
| 6                    | Abdel Abqar         | Defensa       | 26 años | 3  | 0     | Deportivo Alavés          |
| 7                    | Zakaria El Ouahdi   | Defensa       | 23 años | 0  | 0     | K. R. C. Genk             |
| 15                   | Omar El Hilali      | Defensa       | 21 años | 0  | 0     | R. C. D. Espanyol         |
| 16                   | Oussama El Azzouzi  | Defensa       | 24 años | 5  | 0     | Bologna F. C.             |
| 18                   | Jawad El Yamiq      | Defensa       | 33 años | 21 | 2     | Al-Wehda                  |
| 25                   | Abdelhak Assal      | Defensa       | 27 años | 0  | 0     | R. S. Berkane             |
| 4                    | Sofyan Amrabat      | Mediocampista | 28 años | 65 | 0     | Fenerbahçe S. K.          |
| 8                    | Azzedine Ounahi     | Mediocampista | 25 años | 39 | 7     | Panathinaikos F. C.       |
| 11                   | Ismael Saibari      | Mediocampista | 24 años | 12 | 3     | PSV Eindhoven             |
| 14                   | Oussama Targhalline | Mediocampista | 23 años | 4  | 0     | Feyenoord                 |
| 23                   | Bilal El Khannous   | Mediocampista | 21 años | 20 | 1     | Leicester City F. C.      |
| 24                   | Amir Richardson     | Mediocampista | 23 años | 8  | 0     | A. C. F. Fiorentina       |
| 9                    | Soufiane Rahimi     | Delantero     | 29 años | 18 | 4     | Al-Ain                    |
| 10                   | Amine Zouhzouh      | Delantero     | 25 años | 0  | 0     | FAR Rabat                 |
| 13                   | Eliesse Ben Seghir  | Delantero     | 20 años | 11 | 3     | A. S. Mónaco F. C.        |
| 17                   | Abde Ezzalzouli     | Delantero     | 23 años | 23 | 2     | Real Betis                |
| 19                   | Youssef En-Nesyri   | Delantero     | 28 años | 81 | 23    | Fenerbahçe S. K.          |
| 20                   | Ayoub El Kaabi      | Delantero     | 32 años | 55 | 28    | Olympiakos F. C.          |
| 21                   | Hamza Igamane       | Delantero     | 22 años | 1  | 0     | Rangers F. C.             |
| 26                   | Osame Sahraoui      | Delantero     | 24 años | 1  | 0     | Lille O. S. C.            |
| 27                   | Maroan Sannadi      | Delantero     | 24 años | 1  | 0     | Athletic Club             |
| Bandera de Marruecos | Walid Regragui      | Entrenador    | 49 años |    |       |                           |

### Máximas presencias

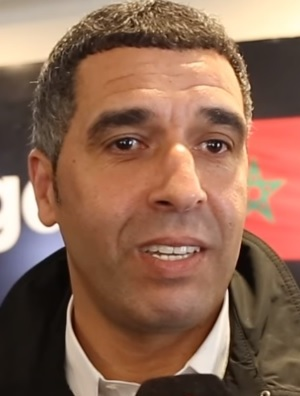
Noureddine Naybet es el jugador con más partidos internacionales de Marruecos.

Actualizado el 9 de junio de 2025
| #  | Jugador           | Periodo   | Partidos | Goles |
| -- | ----------------- | --------- | -------- | ----- |
| 1  | Noureddine Naybet | 1990-2006 | 115      | 4     |
| 2  | Ahmed Faras       | 1979-1992 | 94       | 36    |
| 3  | Achraf Hakimi     | 2016-act. | 85       | 11    |
| 4  | Romain Saïss      | 2012-act. | 83       | 3     |
| 5  | Youssef En-Nesyri | 2016-act. | 81       | 23    |
| 6  | Youssef Safri     | 1990-2006 | 79       | 8     |
| 7  | Houssine Kharja   | 1993-2003 | 78       | 12    |
| 7  | Ezzaki Badou      | 1979-1992 | 78       | 0     |
| 9  | Abdelmajid Dolmy  | 1973-1998 | 76       | 2     |
| 10 | Yassine Bounou    | 2013-act. | 74       | 0     |

### Máximos goleadores

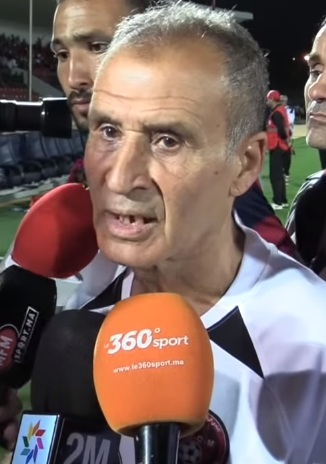
Ahmed Faras es el máximo goleador de Marruecos con treinta y seis goles.

Actualizado el 9 de junio de 2025
| #  | Jugador            | Periodo   | Goles | PJ. | Promedio |
| -- | ------------------ | --------- | ----- | --- | -------- |
| 1  | Ahmed Faras        | 1965-1979 | 36    | 94  | 0,38     |
| 2  | Ayoub El Kaabi     | 2018-act. | 28    | 55  | 0,51     |
| 3  | Salaheddine Bassir | 1994-2002 | 27    | 59  | 0,46     |
| 4  | Hakim Ziyech       | 2015-act. | 25    | 65  | 0,38     |
| 5  | Youssef En-Nesyri  | 2016-act. | 23    | 81  | 0,28     |
| 6  | Abdeljalil Hadda   | 1995-2002 | 19    | 48  | 0,4      |
| 7  | Hassan Amcharrat   | 1971-1979 | 18    | 39  | 0,46     |
| 7  | Marouane Chamakh   | 2003-2014 | 18    | 65  | 0,28     |
| 9  | Abdeslam Laghrissi | 1984-1995 | 17    | 35  | 0,49     |
| 10 | Youssef El-Arabi   | 2010-act. | 16    | 47  | 0,36     |

## Entrenadores
| Rang | Nombre              | Periodo   |
| ---- | ------------------- | --------- |
| 1    | Larbi Benbarek      | 1957–1958 |
| 2    | Mohamed Khamiri     | 1958–1959 |
| 3    | Abdelkader Lokhmiri | 1959      |
| 4    | Larbi Benbarek      | 1959–1960 |
| 5    | Abdelkader Firoud   | 1961      |
| 6    | Mohamed Massoun     | 1961–1963 |
| 7    | Abderrahman Mahjoub | 1963–1967 |
| 8    | Guy Cluseau         | 1968–1969 |
| 9    | Abdellah Settati    | 1969–1970 |
| 10   | Blagoja Vidinić     | 1970–1971 |
| 11   | Sabino Barinaga     | 1971–1972 |
| 12   | Abderrahman Mahjoub | 1972–1973 |
| 13   | Gheorghe Mărdărescu | 1974–1978 |
| 14   | Abdellah El Ammari  | 1978–1979 |
| 15   | Guy Cluseau         | 1979      |
| 16   | Just Fontaine       | 1980–1981 |
| 17   | Abdellah El Ammari  | 1981–1982 |
| 18   | José Faria          | 1983–1988 |
| 19   | Jaime Valente       | 1988–1989 |
| 20   | Antonio Angelillo   | 1989–1990 |
| 21   | Abdellah Blinda     | 1990      |
| 22   | Werner Olk          | 1990–1992 |
| 23   | Abdelkhalek Louzani | 1992–1993 |

| Rang | Nombre             | Periodo   |
| ---- | ------------------ | --------- |
| 24   | Abdellah Blinda    | 1993–1994 |
| 25   | Mohamed Lamari     | 1994–1995 |
| 26   | Gilson Nunes       | 1995      |
| 27   | Henri Michel       | 1995–2000 |
| 28   | Henryk Kasperczak  | 2000      |
| 29   | Mustapha Madih     | 2000      |
| 30   | Humberto Coelho    | 2000–2002 |
| 31   | Ezaki Badou        | 2002–2005 |
| 32   | Philippe Troussier | 2005–2006 |
| 33   | Mhamed Fakhir      | 2006–2007 |
| 34   | Henri Michel       | 2007–2008 |
| 35   | Fathi Jamal        | 2008      |
| 36   | Roger Lemerre      | 2008–2009 |
| 37   | Hassan Moumen      | 2009–2010 |
| 38   | Eric Gerets        | 2010–2012 |
| 39   | Rachid Taoussi     | 2012–2013 |
| 40   | Hassan Benabicha   | 2014      |
| 41   | Ezaki Badou        | 2014–2016 |
| 42   | Hervé Renard       | 2016–2019 |
| 43   | Vahid Halilhodžić  | 2019–2022 |
| 44   | Walid Regragui     | 2022–     |

## Palmarés

### Selección absoluta
- Copa Africana de Naciones (1): 1976.
  - Subcampeón: 2004.
- Campeonato Africano de Naciones (2): 2018 y 2020.
- Copa de Naciones Árabe (1): 2012.

#### Torneos amistosos
- Juegos Panarábicos (2): 1961 y 1976.
- Trofeo Festa d'Elx (1): 1995.
- Torneo Merdeka (1): 1980.